# Reprezentacja Czech w hokeju na lodzie kobiet
Reprezentacja Czech w hokeju na lodzie kobiet – narodowa żeńska reprezentacja tego kraju. Należy do Dywizji Drugiej.

## Starty w Mistrzostwach Świata
- 1990 – 4. miejsce (grupa B)
- 2000 – 7. miejsce (grupa B)
- 2001 – 3. miejsce (Dywizja 1)
- 2004 – 2. miejsce (Dywizja 1)
- 2005 – 3. miejsce (Dywizja 1)
- 2007 – 5. miejsce (Dywizja 1)
- 2008 – 3. miejsce (Dywizja 1)
- 2009 – 5. miejsce (Dywizja 1)
- 2011 – 14. miejsce

## Starty w Igrzyskach Olimpijskie
- Czeszki nigdy nie zakwalifikowały się do Igrzysk Olimpijskich.